# Maria Himmelfahrt (Ritten)
Maria Himmelfahrt (italienisch Maria Assunta) ist ein Ortsteil der zur Gemeinde Ritten in Südtirol (Italien) gehörenden Fraktion Oberbozen. Der Ort entwickelte sich aufgrund der landschaftlich reizvollen Lage auf dem Hochplateau des Ritten um die Mitte des 17. Jahrhunderts zur „ersten Tourismuslandschaft“ in der Umgebung von Bozen.

## Lage und Beschreibung

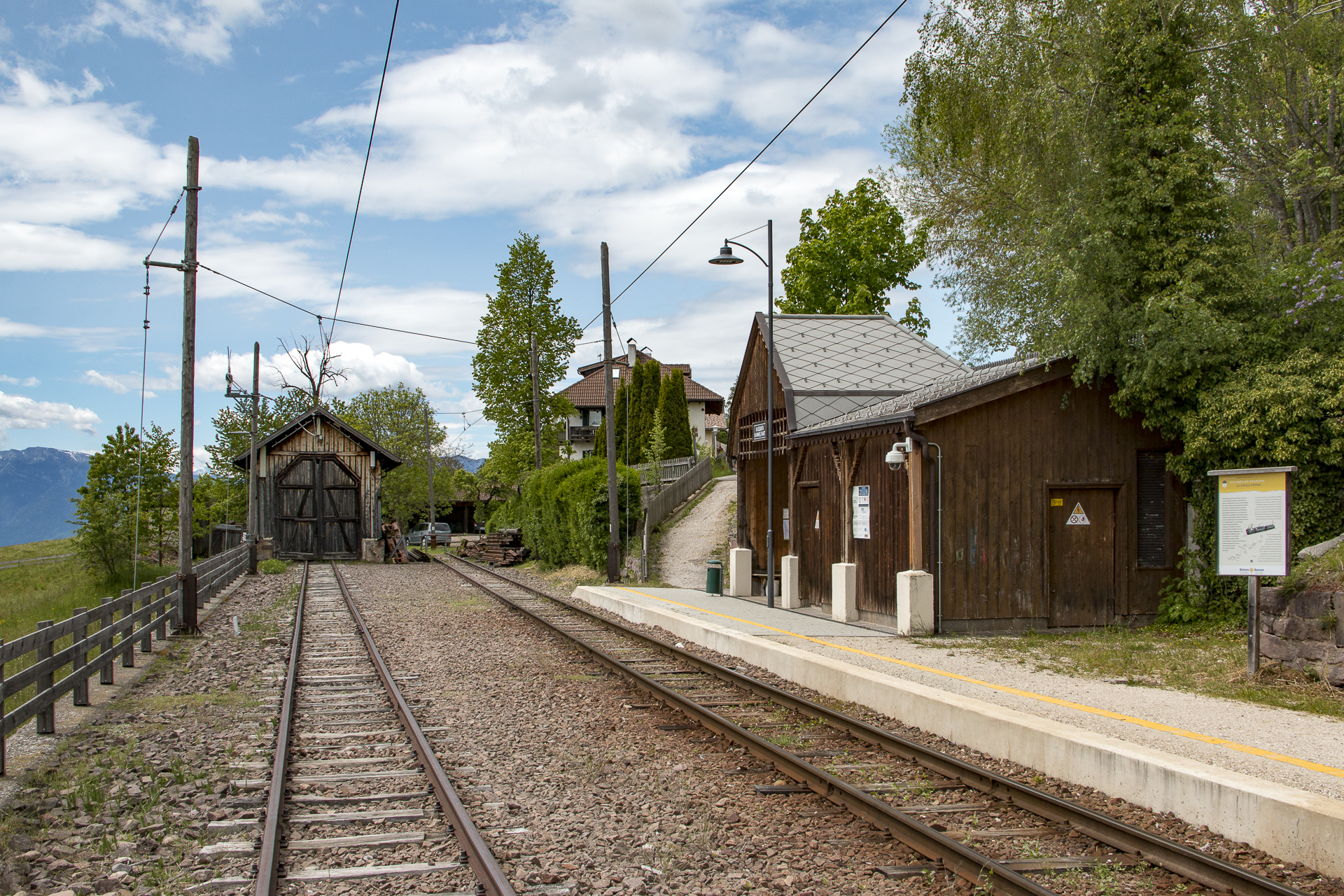
Bahnstation an der Rittner Bahn

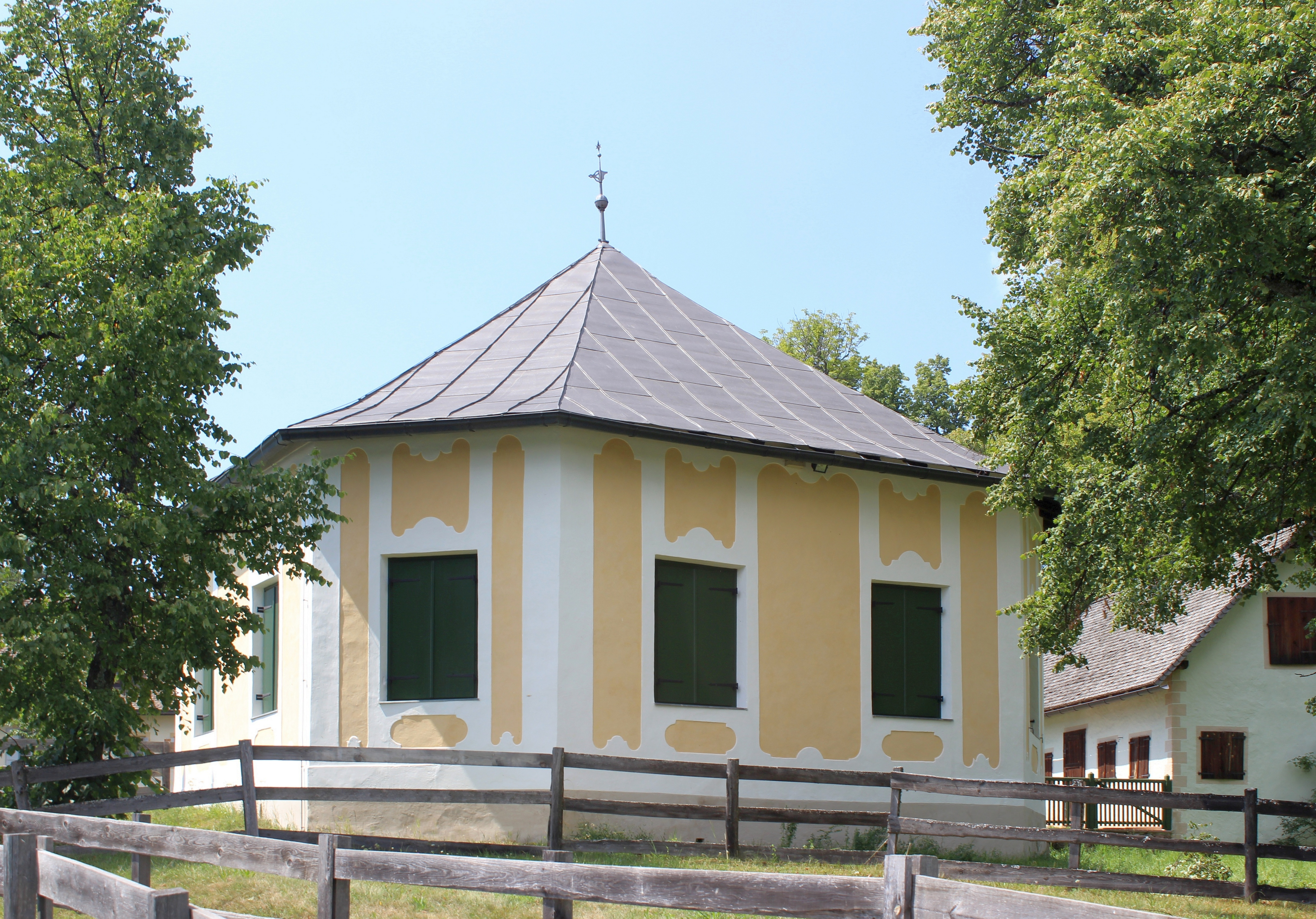
Historischer Schießstand

Maria Himmelfahrt ist ein Weiler mit rund 40 Gebäuden, darunter drei Bauernhöfe, die 1668 erbaute Pfarrkirche Maria Himmelfahrt, eine Privatkapelle, ein Gasthaus und mehr als ein Dutzend historische Sommerfrischevillen. Über die historische Rittner Bahn besteht seit 1907 ein Bahnanschluss nach Klobenstein via Oberbozen, von wo aus mit der Rittner Seilbahn eine Verbindung nach Bozen vorhanden ist. Bis 1966 fuhr die Rittner Bahn noch als Zahnradbahn vom Bozner Waltherplatz direkt nach Maria Himmelfahrt.
Der Weiler befindet sich am Rande des Hochplateaus des Ritten in rund 1200 m Höhe.
Vom Ort aus bietet sich ein Ausblick auf die Dolomiten und den Schlern. Ein Teil der Rittner Erdpyramiden befindet sich in Ortsnähe. Die Siedlungen auf dem Bergrücken des Ritten dienen insbesondere als Ferienorte und Naherholungszone.

## Sommerfrische-Ort
Um der sommerlichen Hitze im Talkessel von Bozen zu entfliehen, zogen sich ab dem 16. Jahrhundert  Adlige und gut betuchte Bewohner aus der Stadt auf das sonnige und gleichzeitig kühle Hochplateau des Ritten zurück. Dies erfolgte in der Regel ab dem 29. Juni als dem Peter-und-Paul-Tag und dauerte bis zu 72 Tage an. Auf dem Ritten erholten sie sich beim Scheibenschießen und anderen gesellschaftlichen Vergnügungen. Für ihren Aufenthalt erbauten Bozener Adelige und Handelsfamilien in Maria Himmelfahrt sogenannte Sommerfrischehäuser. Die Häuser haben trotz Unterschiedlichkeit in Größe und Ausstattung denselben Grundstil. Sie weisen sandsteinverlegte Böden im Parterre auf, was im Hochsommer Kühle ermöglicht, und haben bemalte jahrhundertealte Holzdecken. Viele der Deckenmalereien in Maria Himmelfahrt gehen auf den Barockmaler Ulrich Glantschnig (1661–1721) zurück. Die Struktur der Häuser besteht aus einem breiten Mittelgang und jeweils zwei bis drei Zimmern auf beiden Seiten. Die Häusergruppe von Maria Himmelfahrt gilt wegen ihrer historischen Bedeutung als Sehenswürdigkeit. Aufgrund der kunsthistorischen Bedeutung einzelner Häuser und dem Gesamtcharakter des Weilers unterliegen zahlreiche Gebäude dem Denkmalschutz.
Maria Himmelfahrt ist als Ursprungsort des Konzepts der Sommerfrische bekannt. Bereits seit dem 16. Jahrhundert wird auf dem Bergrücken des Ritten eine Sommerfrischkultur gepflegt, die andere Sommerfrischrefugien in Europa inspiriert hat. Karl Theodor Hoeniger schrieb 1933 in seinem „Altbozner Bilderbuch“:
„Doch weder landschaftlich noch gesellschaftlich reichen die anderen Orte an das Sommerfrischparadies auf dem Rittner Berg heran. Der Ritten hat also den Anspruch, eine der schönsten Sommerfrischen Europas zu sein.“
Zentrum der Sommerfrischekultur ist der Schießstand von 1777 in Maria Himmelfahrt, in dem historische Schießscheiben aufbewahrt werden und in dem die Oberbozner Schützengesellschaft im Sommer Kulturveranstaltungen durchführt. Zur Sommerfrische und den dafür geschaffenen Häusern heißt es im 1905 erschienenen Roman „Maria-Himmelfahrt“ des im Ort geborenen Schriftstellers Hans von Hoffensthal:
„Es fiele doch keinem ein, in eine andere Sommerfrische zu gehen. Woran das liegt, ist eigentlich schwer zu erklären. Viel mag wohl der Umstand machen, dass es selten einen schoeneren Erdenfleck gibt als hier oben. Aber das reichte wohl nicht aus [...] Es ist als ob die Zeit bei uns langsamer ginge, als ob sich unsere Leute an gewisse vererbte Gewohnheiten zäh anklammerten und nicht loslassen wollten, wenn auch vieles - ich gebe es zu - veraltet sein mag.“

## Das Toggenburg-Ensemble

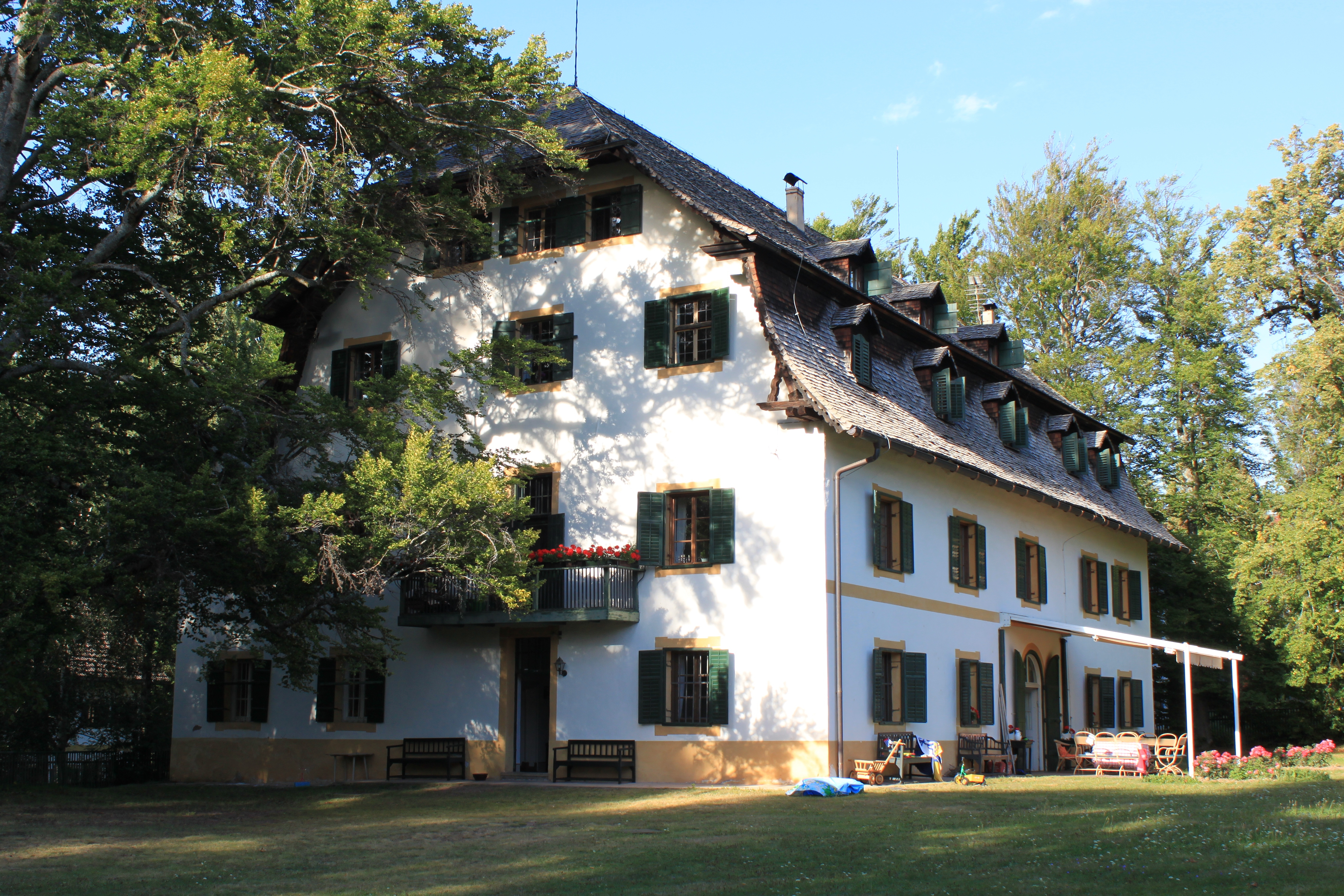
Großes Toggenburghaus

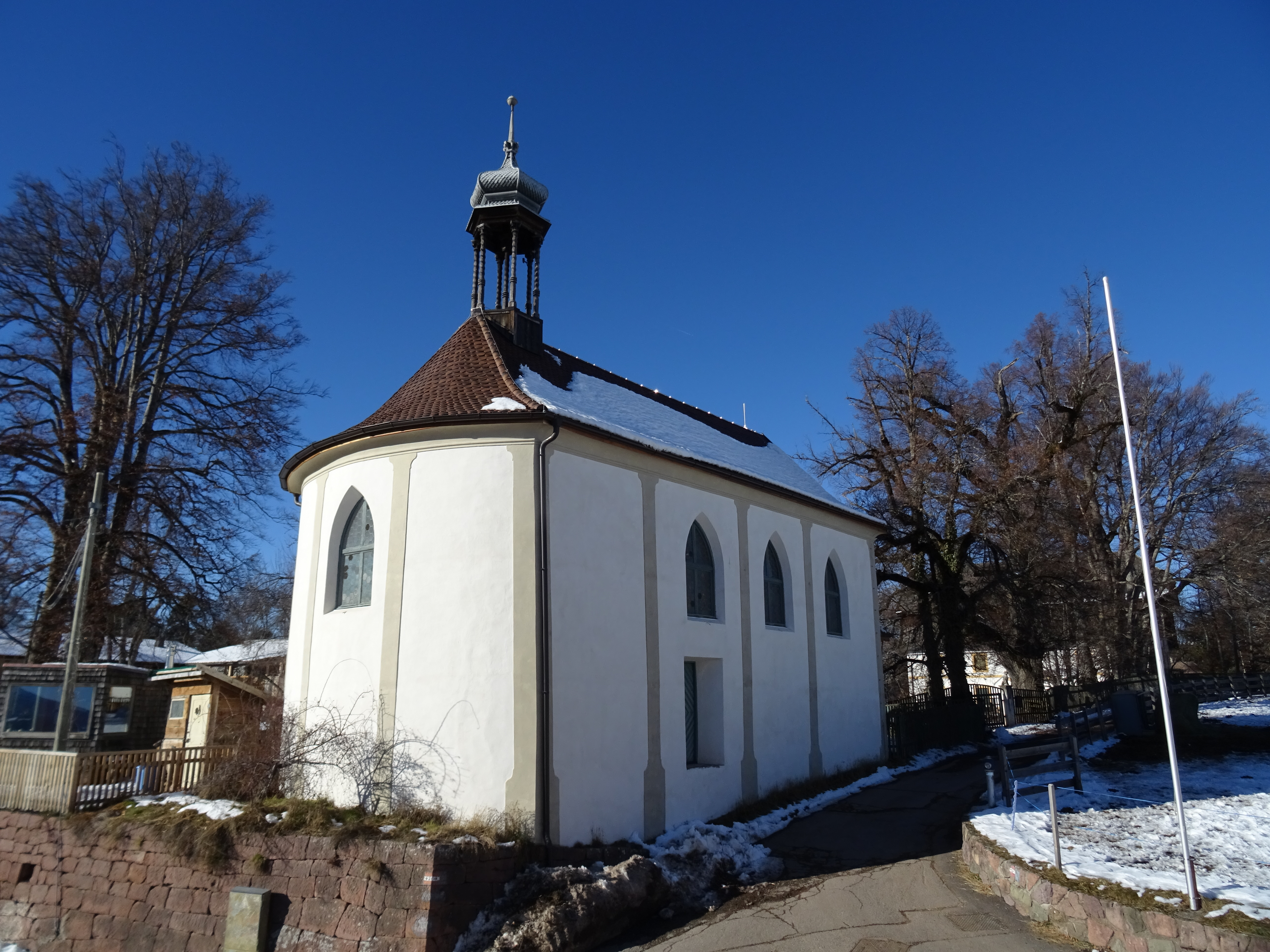
Privatkapelle Maria Einsiedeln

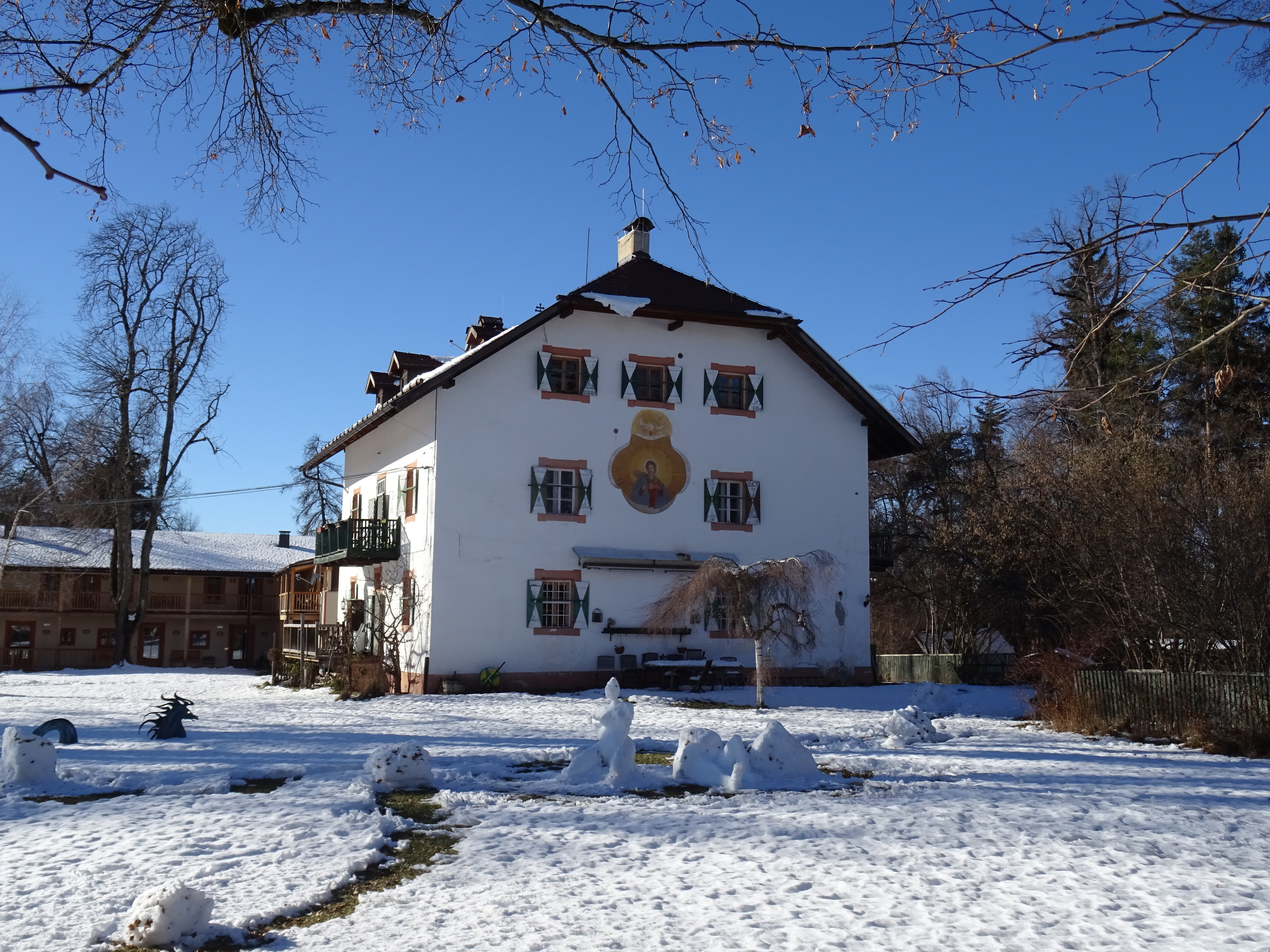
Kleines Toggenburghaus

Das größte Gebäude der Ansiedlung ist das so genannte Große Toggenburghaus. Mit seinem geschwungenen Holzschindeldach und seiner Größe unterscheidet es sich von den übrigen Villen. Es bildet zusammen mit dem Kleinen Toggenburghaus und der Privatkapelle Maria Einsiedeln ein Ensemble, das denkmalgeschützt ist. Ursprünglich gehörte das Anwesen der Handelsfamilie von Gummer. Franz von Gumer (1731–1794) war Bürgermeister der Südtiroler Landeshauptstadt Bozen und Begründer einer Freimaurerloge. Sein Vermögen ging an Annette von Menz (1796–1869), die als „Franzosenbraut“ am Anfang des 19. Jahrhunderts in die Schlagzeilen geriet, als das napoleonische Frankreich das Immobilienvermögen der Familie erlangen wollte. Dieses umfasste neben dem Toggenburgensemble in Maria Himmelfahrt auch das Palais Toggenburg in Bozen sowie verschiedenen Burgen wie etwa Schloss Sigmundskron, Schloss Maretsch und die Haselburg. Der Besitz blieb jedoch durch die Heirat von Anna von Menz mit einem Grafen von Sarnthein südtirolerisch. Mitte des 19. Jahrhunderts gingen die Häuser in das Eigentum der Familie Toggenburg über, zu der Georg Otto (Handelsminister der Donaumonarchie) und Friedrich von Toggenburg (Innenminister der Donaumonarchie) als bedeutende Vertreter gehörten. Ihre Sommerurlaube verbrachten sie in ihren Häusern im Sommerfrischeweiler Maria Himmelfahrt.

## Persönlichkeiten
In Maria Himmelfahrt geboren:
- Hans von Hoffensthal (1877–1914), österreichischer Schriftsteller

Mit dem Ort verbunden:
- Friedrich Graf von Toggenburg, (1866–1956), Bezirkshauptmann, Statthalter von Tirol und Vorarlberg, k.k. Innenminister
- Valentin von Braitenberg (1926–2011), Hochschulprofessor, Hirnforscher, Kybernetiker und Schriftsteller
- Hans Graf Huyn (1930–2011), Diplomat, Politiker, Publizist